# Петрешть (Горж)
Петрешть, Петрешті (рум. Petrești) — село у повіті Горж в Румунії. Входить до складу комуни Бербетешть.
Село розташоване на відстані 209 км на захід від Бухареста, 27 км на південний схід від Тиргу-Жіу, 63 км на північ від Крайови.

## Населення
За даними перепису населення 2002 року у селі проживала 541 особа, усі — румуни. Усі жителі села рідною мовою назвали румунську.